# Vesta (mythologie)

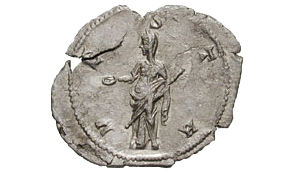
Vesta, die een patera uitsteekt op een Antoninianus.

Vesta was de Romeinse godin van het haardvuur, de huiselijke haard en (vandaar afgeleid) ook van de eendracht en de veiligheid in de staat. Zij werd achteraf vereenzelvigd met de Griekse Hestia: het Latijnse "vesta" is stamverwant met het Griekse "(w)estia" > "hestia").

## Mythologie en eredienst
In de Romeinse mythologie worden Saturnus en Ops genoemd als haar ouders (bij de Grieken waren Hestia's ouders Kronos en Rhea). Vesta werd geëerd als Romes Eerste Moeder. Zij werd aanvankelijk afgebeeld als een vlam of met een vlam, en haar naam wordt gebruikt als synoniem van 'vuur'. In feite is Vesta het haardvuur zelf, en vandaar was zij ook godin van het huiselijke welzijn. Samen met de Penates, de goddelijke 'beschermers van de voorraadkamers', moest zij waken over de Romeinse families afzonderlijk én over de Staat als overkoepelende familie. Ze zag toe op de voorbereidingen voor de maaltijd, en in die hoedanigheid was ze de beschermvrouwe van de bakkers. Ze werd ook afgebeeld met een hoeveelheid graan en een brood onder haar zetel. Haar haar en haardracht verwijzen naar haar rang.

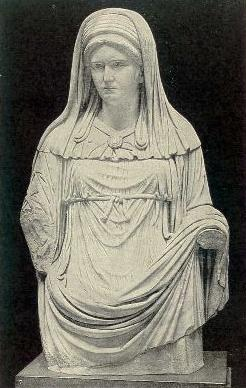

Later werd het teken van Vesta een schematische vorm van een altaar, met hierop twee brandende vlammen. Het altaar had de vorm van de letter pi, die in de sekte van de pythagoreeërs een belangrijke magische betekenis had. Volgens hen was het vuur van haar tempel het centrum van de aarde.
De Romeinen beschouwden het sterrenbeeld Steenbok (Capricornus) als een voorstelling van de godin Vesta. Volgens Cicero werd zij als eerste en als laatste aangeroepen in de gebeden en offerrituelen, omdat ze de beschermster was van het 'meest innerlijke'.
De ronde tempel (in navolging van de oude Italiaanse ronde hut  en als symbool van de haard) van Vesta was gebouwd op het Forum Romanum aan de voet van de Palatijnse heuvel. Een andere naam voor Vesta was Diva Palatua, 'Vrouw van de Palatijnse tempel'. Omdat de eredienst van Vesta niet alleen van belang was voor de huiselijke kring, maar ook voor de staatscultus, hielden de Vestaalse maagden in het Atrium Vestae aan het Forum een eeuwig vuur brandend, een dienst die van essentieel belang was voor de hele Romeinse samenleving. Dit Vestaalse vuur mocht nooit doven, want dat zou catastrofale gevolgen hebben voor de staat. In Vesta's tempel werd ook het Palladium bewaard, een eeuwenoud beeld van Pallas, dat de stad Troje nog had beschermd.

## Gerelateerde onderwerpen
- Namen in Griekse en Romeinse mythologie
- Lijst van goden en godinnen

## Voetnoot
1. ↑  Over de etymologie van de naam Vesta is veel inkt gevloeid, maar men is het intussen over het algemeen eens dat het in verband staat met de Griekse Hestia en fundamenteel met vuur te maken heeft, zie: N. Golvers, De naam Vesta, in Kleio12 (1982), pp. 129-133.
2. ↑  Encyclopaedia Britannica, artikel "Vesta": "Her sanctuary was traditionally a circular building, in imitation of the early Italian round hut and symbolic of the public hearth."

## Verder lezen
- M. Beard, The Sexual Status of Vestal Virgins, in JRS70 (1980), pp. 12-27.
- M. Beard, Re-reading (Vestal) virginity, in R. Hawley - B. Levick (edd.), Women in antiquity. New Assessments, Londen-New York, 1995, pp. 166-177. ISBN 0415113695
- A. Brelich, Vesta (Albae Vigilae, NF 7), Zürich, 1949.
- G. Dumézil, Archaic Roman Religion, I, Chicago-Londen, 1970, pp. 311-326. ISBN 0801854806
- H. Hommel, Vesta und die frührömische Religion, in ANRWI 2 (1972), pp. 397-420.
- C. Koch, art. Vesta, in RE8A (1958), klm. 1717-1776.
- W. Brede Kristensen, Inleiding tot de Godsdienstgeschiedenis, Bussum, 1976² (= Arnhem, 1955), pp. 47-51. ISBN 9022845273
- K. Latte, Römische Religionsgeschichte (Handbuch der Altertumwissenschaft, V 4), München, 1960, pp. 108-111, 143-144, 305-306, 366. ISBN B0000BKQW2
- H. Le Bonniec, art. Vesta, Vestalia, Vestallinen, in Lexikon der Alten Welt (1965), klm. 3220-3221.
- G. Radke, Acca Larentia und die fratres Arvales. Ein Stück römisch-sabinischer Frühgeschichte, in ANRWI 2 (1972), pp. 421-441.
- G. Radke, art. Vesta, in KP5 (1975), klm. 1227-1229.
- G. Radke, Die Götter Altitaliens, Münster, 1979², pp. 320-335, 363. ISBN 3402051923
- H.J. Rose, art. Vesta, Vestals, in OCD² (1970), p. 1116.
- A. Staples, From Good Goddess to Vestal Virgins. Sex and Category in Roman Religion, Londen-New York, 1998, pp. 127-162. ISBN 0415132339

De eerste versie van deze pagina is afkomstig van nissaba.nl/godinnen/beschrvz.htm, auteur Els Geuzebroek. Overgenomen met toestemming.